# Scytodes pallida
Scytodes pallida är en spindelart som beskrevs av Carl Ludwig Doleschall 1859. Scytodes pallida ingår i släktet Scytodes och familjen spottspindlar. Inga underarter finns listade i Catalogue of Life.